# Tsakhiagiin Elbegdorj
Tsakhiagiin Elbegdorj (en mongol: Цахиагийн Элбэгдорж), també anomenat Elbegdorj Tsakhia (Zereg (Mongòlia), 30 de març de 1963), va ser el quart President de Mongòlia, des del 18 de juny del 2009 al 10 de juliol de 2017. Va ser el primer president que no havia estat mai membre del Partit del Poble de Mongòlia i el primer que havia rebut formació a Occident. Elbegdorj fou una figura clau de la Revolució democràtica de Mongòlia del 1990, que va acabar amb 70 anys de govern comunista.
Des dels diversos càrrecs que ha ocupat, la política d'Elbegdorj s'ha centrat en les reformes liberalitzadores de la societat i l'economia després de l'època soviètica, el medi ambient, els drets de la dona i la lluita contra la corrupció, principalment, que li han valgut les lloances dels líders mundials. Va fundar el diari Ardchilal ("democràcia"). El 2012, el Programa de les Nacions Unides per al Medi Ambient el va distingir amb el títol de 'Campió de la Terra', i la Secretària d'Estat dels Estats Units Hillary Rodham Clinton el va elogiar davant el 'Forum internacional de líders de les dones' a Ulaanbaatar.